# Томашевац
Томашевац (серб. Томашевац) — населённый пункт в Сербии, в Воеводине, Средне-Банатском округе, общине Зренянин.

## Население
В селе проживает 1765 жителей, из которых совершеннолетних 1391. Средний возраст — 41,0 года (мужчины — 39,5 года, женщины — 42,5 года). В населённом пункте 647 домохозяйств, среднее число членов в которых — 2,73 (данные переписи 2002 года).